# ماريانو ميدينا
ماريانو ميدينا (بالإسبانية: Mariano Medina Isabel)‏ هو صحفي ومقدم تلفزيوني إسباني، ولد في 8 يوليو 1922 في Las Ventas con Peña Aguilera ‏ في إسبانيا، وتوفي في 28 ديسمبر 1994 في مدريد في إسبانيا.

## وصلات خارجية
- ماريانو ميدينا على موقع IMDb (الإنجليزية)